# دومینیکا خوروشینسکا
دومینیکا خوروشینسکا (لهستانی: Dominika Chorosińska؛ زادهٔ ۲۸ دسامبر ۱۹۷۸) بازیگر و سیاستمدار اهل لهستان است که از سال ۲۰۱۹ عضوی از سیم (مجلس لهستان) است.
از فیلم‌ها یا مجموعه‌های تلویزیونی که وی در آن‌ها نقش داشته‌است، می‌توان به اسمولنسک، قانون حقیقی، در خیابان سپولنی، عشق اول، در خوشی و سختی، مجرد، رنگ‌های خوشبختی و ع چون عشق اشاره نمود.